# Airuno
Airuno (lombardul: Irögn vagy Irüün) település Olaszországban, Lombardia régióban, Lecco megyében. Lakosainak száma 2835 fő (2023. január 1.). Airuno Brivio, Colle Brianza, Olgiate Molgora, Olginate és Valgreghentino községekkel határos.

## Népesség
A település népességének változása:
| Lakosok száma | 2868 | 2848 | 2835 |
|               | 2017 | 2018 | 2023 |